# Gray Matter Interactive
Gray Matter Interactive Studios, Inc. (Gray Matter Studios; fostul Xatrix Entertainment, Inc.) a fost un dezvoltator de jocuri video american cu sediul în Los Angeles.

## Jocuri dezvoltate

### Ca Xatrix Entertainment
- Cyberia (1994)
- Cyberia 2: Resurrection (1995)
- Redneck Rampage (1997)
- Redneck Deer Huntin' (1997)
- Redneck Rampage Rides Again (1998)
- Quake II: The Reckoning (1998)
- Kingpin: Life of Crime (1999)

### Ca Gray Matter Studios
- Return to Castle Wolfenstein (2001)
- Call of Duty: United Offensive (2004)

### Anulat
- Trinity: The Shatter Effect